# Erythrodiplax tenuis
Erythrodiplax tenuis is een libellensoort uit de familie van de korenbouten (Libellulidae), onderorde echte libellen (Anisoptera).
De wetenschappelijke naam Erythrodiplax tenuis is voor het eerst geldig gepubliceerd in 1942 door Donald J. Borror.